# 香港仔 (選區)
香港仔（英語：Aberdeen，代號：D01）曾是香港南區區議會下轄的選區，1982年設立，1999年採用現名，議席自2021年起懸空至2023年取消，懸空前的區議員為南區萬事屋成員黃銳熺。

## 範圍及名稱
選區位於香港仔，故以此為名，現時由香港仔大道及香港仔海傍道所包圍，當中包括香港仔中心、漁暉苑、海峰華軒、南灣御園、布廠灣、福群大廈及周邊私人樓宇，與其相連的選區有田灣、石漁以及黃竹坑 ，南與鴨脷洲邨及鴨脷洲北選區隔海相對。投票站設於香港仔體育館，值得一提香港仔避風塘亦屬香港仔選區，故此本區亦包括水上人口。

## 沿革
現時香港仔選區在1982年區議會選舉連同鴨脷洲被劃為香港仔及鴨脷洲單議席選區，議席由無黨派的丘文、香港革新會姜彥文和香港公民協會的楊植秋爭奪，最終楊植秋以2,193票勝出。1985年區議會選舉，本區改為雙議席選區，楊植秋退出公民協會，公民協會改派楊翠珍，革新會姜彥文捲土重來、小巴公司老闆黃文傑由薄扶林轉到本區參選，獨立人士陳光亦有參選，形成五人爭奪兩席的局面，結果姜彥文及楊翠珍各自以超過二千四百票當選。
1988年區議會選舉，因應鴨脷洲人口增加，鴨脷洲分拆成一個雙議席選區，香港仔範圍改為單議席香港仔及海港選區。姜彥文放棄連任及楊翠珍轉往鴨脷洲選區參選，香港仔及海港選區由公民協會的其中兩位成員黃文傑及楊植秋爭奪，結果黃以1,696票勝過楊1,289當選。1991年區議會選舉黃文傑爭取連任，港同盟派出謝志興出選，許文進亦參選，最終黃取得六成選票勝出。
1993年港督彭定康推行政改方案改革區議會，取消所有委任議席及雙議席選區制度，全面實行單議席單票制，並改由選區分界及選舉事務委員會制定，區議會選區數目亦隨人口變動而大幅增加，然而由於田灣邨進行重建人口減少，使田灣及石排灣選區的田灣、石排灣一帶連同香港仔範圍被劃為香田、香漁及石排灣三個選區。
1994年區議會選舉，黃文傑以自由黨身份在香田選區自動當選，而香漁選區則由石國強與民建聯陳思誦爭奪，結果由石以738票多於陳的657票當選。
1999年區議會選舉，田灣邨重建完成導致人口增加，香田選區分拆出田灣部分成為田灣選區，其餘部分改名為香港仔選區，自由黨黃文傑再度自動當選。2003年區議會選舉，黃文傑退出自由黨後首次參選，另有梁錦明與其爭奪議席，結果黃以近六成得票當選。
2007年區議會選舉，原有香漁選區因應石排灣邨入伙人口增加而將所屬香港仔部分劃入，使本選區形成現有模樣，另一方面黃文傑交棒予兒子黃靈新參選，同場獨立民主派人士麥達祖參選，最終黃靈新以稍多於二千票擊敗麥。2011年區議會選舉，原已報名本區的民主派人士程樂蓀因提名人數不足而被撤銷資格，令當屆另一候選人小巴公司進智公交少東黃靈新在無其他候選人之下自動當選。
2015年區議會選舉，人口估算約19,698，其中有10,343位選民。黃靈新不競逐連任，並支持前港姐任葆琳出選，與上屆參選石漁選區的公民黨成員文豪強及何偉俊、無黨派人士李傑興競選，最終任葆琳1,936票擊敗取得1,598票的文豪強，後來何偉俊代表工聯會在新田圍服務。
2019年區議會選舉，任葆琳尋求連任，對上南區萬事屋成員黃銳熺及報稱任職汽車維修員的獨立候選人李建成。最終黃鋭熺以逾六成得票的5,001票擊敗取得3,020票的任葆琳，而李建成僅取得31票。2021年7月9日，因應政府計劃追討協助民主派初選區議員的酬金津貼傳聞所帶動的區議員辭職潮中，黃銳熺宣佈辭去區議員職務。
議席藉此一直懸空至2023年選舉改革被撤銷，與華貴、華富南、華富北、薄扶林、置富、田灣及石漁選區合併為南區西北選區。

## 歷屆議員
| 選區名稱       | 屆別                  | 議員   | 政治聯繫                            | 政治聯繫                            | 議員                                | 政治聯繫       | 政治聯繫       |
| -------------- | --------------------- | ------ | ----------------------------------- | ----------------------------------- | ----------------------------------- | -------------- | -------------- |
| 香港仔及鴨脷洲 | 1982年－1985年        | 楊植秋 |                                     | 公民協會                            | 定為單議席選區                      | 定為單議席選區 | 定為單議席選區 |
| 香港仔及鴨脷洲 | 1985年－1988年        | 楊翠珍 | 姜彥文                              | 公民協會                            |                                     | 革新會         |                |
| 香港仔及海港   | 1988年－1991年        | 黃文傑 | 分拆出鴨脷洲範圍後， 定為單議席選區 | 分拆出鴨脷洲範圍後， 定為單議席選區 | 分拆出鴨脷洲範圍後， 定為單議席選區 |                |                |
| 香港仔及海港   | 1991年－1994年        | 黃文傑 | 分拆出鴨脷洲範圍後， 定為單議席選區 | 分拆出鴨脷洲範圍後， 定為單議席選區 | 分拆出鴨脷洲範圍後， 定為單議席選區 |                |                |
| 香田           | 1994年－1999年        | 黃文傑 | 分拆出鴨脷洲範圍後， 定為單議席選區 | 分拆出鴨脷洲範圍後， 定為單議席選區 | 分拆出鴨脷洲範圍後， 定為單議席選區 |                | 自由黨         |
| 香港仔         | 2000年－2003年        | 黃文傑 | 分拆出鴨脷洲範圍後， 定為單議席選區 | 分拆出鴨脷洲範圍後， 定為單議席選區 | 分拆出鴨脷洲範圍後， 定為單議席選區 |                | 自由黨         |
| 香港仔         | 2004年－2007年        | 黃文傑 | 分拆出鴨脷洲範圍後， 定為單議席選區 | 分拆出鴨脷洲範圍後， 定為單議席選區 | 分拆出鴨脷洲範圍後， 定為單議席選區 |                | 港島聯         |
| 香港仔         | 2008年－2011年        | 黃靈新 | 分拆出鴨脷洲範圍後， 定為單議席選區 | 分拆出鴨脷洲範圍後， 定為單議席選區 | 分拆出鴨脷洲範圍後， 定為單議席選區 |                | 港島聯         |
| 香港仔         | 2012年－2015年        | 黃靈新 | 分拆出鴨脷洲範圍後， 定為單議席選區 | 分拆出鴨脷洲範圍後， 定為單議席選區 | 分拆出鴨脷洲範圍後， 定為單議席選區 |                | 港島聯         |
| 香港仔         | 2016年－2019年        | 任葆琳 | 分拆出鴨脷洲範圍後， 定為單議席選區 | 分拆出鴨脷洲範圍後， 定為單議席選區 | 分拆出鴨脷洲範圍後， 定為單議席選區 |                | 港島聯         |
| 香港仔         | 2020年－2021年7月9日  | 黃銳熺 | 分拆出鴨脷洲範圍後， 定為單議席選區 | 分拆出鴨脷洲範圍後， 定為單議席選區 | 分拆出鴨脷洲範圍後， 定為單議席選區 |                | 南區萬事屋     |
| 香港仔         | 2021年7月10日－2023年 | 懸空   | 懸空                                | 懸空                                | 分拆出鴨脷洲範圍後， 定為單議席選區 |                |                |

## 歷屆選舉結果
| 政党   | 政党             | 候选人    | 票数  | %     | ±      |
| ------ | ---------------- | --------- | ----- | ----- | ------ |
|        | 南區萬事屋       | 1. 黃銳熺 | 5,001 | 62.11 | 不適用 |
|        | 香港島各界聯合會 | 2. 任葆琳 | 3,020 | 37.51 | ▼6.68  |
|        | 無黨派           | 3. 李建成 | 31    | 0.38  | 不適用 |
| 多数票 | 多数票           | 多数票    | 1,981 | 24.60 | 不適用 |

| 政党   | 政党             | 候选人    | 票数  | %     | ±      |
| ------ | ---------------- | --------- | ----- | ----- | ------ |
|        | 公民黨           | 1. 文豪強 | 1,598 | 36.48 | 不適用 |
|        | 無黨派           | 2. 李傑興 | 621   | 14.17 | 不適用 |
|        | 香港島各界聯合會 | 3. 任葆琳 | 1,936 | 44.19 | 不適用 |
|        | 新思維           | 4. 何偉俊 | 226   | 5.19  | 不適用 |
| 多数票 | 多数票           | 多数票    | 338   | 7.72  | 不適用 |

| 政党   | 政党             | 候选人 | 票数     | %      | ±      |
| ------ | ---------------- | ------ | -------- | ------ | ------ |
|        | 香港島各界聯合會 | 黃靈新 | 自動當選 | 不適用 | 不適用 |
| 多数票 | 多数票           | 多数票 | 不適用   | 不適用 | 不適用 |

| 政党   | 政党             | 候选人    | 票数  | %     | ±      |
| ------ | ---------------- | --------- | ----- | ----- | ------ |
|        | 香港島各界聯合會 | 1. 黃靈新 | 2,089 | 75.01 | 不適用 |
|        | 獨立             | 2. 麥達祖 | 696   | 24.99 | 不適用 |
| 多数票 | 多数票           | 多数票    | 1,403 | 50.02 | +35.70 |

| 政党   | 政党             | 候选人    | 票数  | %     | ±      |
| ------ | ---------------- | --------- | ----- | ----- | ------ |
|        | 無黨派           | 1. 梁錦明 | 1,014 | 42.84 | 不適用 |
|        | 香港島各界聯合會 | 2. 黃文傑 | 1,353 | 57.16 | ▼4.09  |
| 多数票 | 多数票           | 多数票    | 339   | 14.32 | 不適用 |

| 政党   | 政党   | 候选人 | 票数     | %      | ±      |
| ------ | ------ | ------ | -------- | ------ | ------ |
|        | 自由黨 | 黃文傑 | 自動當選 | 不適用 | 不適用 |
| 多数票 | 多数票 | 多数票 | 不適用   | 不適用 | 不適用 |

| 政党   | 政党   | 候选人 | 票数     | %      | ±      |
| ------ | ------ | ------ | -------- | ------ | ------ |
|        | 自由黨 | 黃文傑 | 自動當選 | 不適用 | 不適用 |
| 多数票 | 多数票 | 多数票 | 不適用   | 不適用 | 不適用 |

| 政党   | 政党     | 候选人 | 票数  | %     | ±      |
| ------ | -------- | ------ | ----- | ----- | ------ |
|        | 公民協會 | 黃文傑 | 1,672 | 61.25 | ▲4.43  |
|        | 港同盟   | 謝志興 | 772   | 28.28 | 不適用 |
|        | 無黨派   | 許文進 | 286   | 10.48 | 不適用 |
| 多数票 | 多数票   | 多数票 | 900   | 32.97 | +13.35 |

| 政党   | 政党     | 候选人 | 票数  | %     | ±      |
| ------ | -------- | ------ | ----- | ----- | ------ |
|        | 公民協會 | 黃文傑 | 1,696 | 56.82 | 新選區 |
|        | 公民協會 | 楊植秋 | 1,289 | 43.18 | 新選區 |
| 多数票 | 多数票   | 多数票 | 407   | 13.63 | 新選區 |

| 政党   | 政党     | 候选人 | 票数  | %     | ±      |
| ------ | -------- | ------ | ----- | ----- | ------ |
|        | 革新會   | 姜彥文 | 2,439 | 23.73 | ▼1.26  |
|        | 公民協會 | 楊翠珍 | 2,401 | 23.36 | 不適用 |
|        | 公民協會 | 黃文傑 | 2,265 | 22.04 | 不適用 |
|        | 公民協會 | 楊植秋 | 2,021 | 19.66 | ▼28.76 |
|        | 無黨派   | 陳光   | 1,152 | 11.21 | 不適用 |
| 多数票 | 多数票   | 多数票 | 136   | 1.32  | -20.52 |

| 政党   | 政党     | 候选人 | 票数  | %     | ±      |
| ------ | -------- | ------ | ----- | ----- | ------ |
|        | 公民協會 | 楊植秋 | 2,193 | 48.42 | 新選區 |
|        | 無黨派   | 丘文   | 1,289 | 26.58 | 新選區 |
|        | 革新會   | 姜彥文 | 1,132 | 24.99 | 新選區 |
| 多数票 | 多数票   | 多数票 | 989   | 21.84 | 新選區 |

## 資料來源與註釋
1. ↑   (PDF).   [2019-12-07]. （原始内容 (PDF)存档于2019-12-07）. （页面存档备份，存于）
2. ↑   (PDF).   [2019-12-07]. （原始内容 (PDF)存档于2020-08-20）. （页面存档备份，存于）
3. ↑  . 文匯報. 2012-01-17  [2013-07-11]. （原始内容存档于2016-03-04）. （页面存档备份，存于）
4. ↑  . 東方日報. 2015-05-11  [2018-09-03]. （原始内容存档于2015-11-13）. （页面存档备份，存于）
5. ↑  . 獨立媒體 inmediahk.net. 2015-10-07  [2018-09-02]. （原始内容存档于2018-09-03）. （页面存档备份，存于）
6. ↑  . 立場新聞. 2021-07-08  [2021-08-18]. （原始内容存档于2021-08-15）. （页面存档备份，存于）